# Ottochloa
Ottochloa là một chi thực vật có hoa trong họ Hòa thảo (Poaceae).

## Loài
Chi Ottochloa gồm các loài: